# کالتنلنگسفلد
کالتنلنگسفلد (به آلمانی: Kaltenlengsfeld) یک منطقهٔ مسکونی در آلمان است که در کالتن‌نوردهایم واقع شده‌است.
 کالتنلنگسفلد  ۴۱۶ نفر جمعیت دارد.